# Josef Breuer
Josef Breuer (15. ledna 1842 Vídeň – 20. června 1925 tamtéž) byl rakouský psychiatr, který zásadně ovlivnil vznik psychoanalýzy, byť se sám k ní nepočítal.

## Život
Vystudoval medicínu na Vídeňské univerzitě a poté zde pracoval jako asistent. Jeho pacientkou se na konci století stala také budoucí feministická aktivistka Bertha Pappenheim, která vstoupila do dějin psychologie jako Anna O. Pokoušel se léčit její hysterii s konverzními symptomy (ochrnutí, neschopnost pít, oslepnutí apod.). Povšiml si, že se pacientce ulevuje, když mu o svých symptomech může vyprávět. Později ji uváděl do hypnózy a žádal ji, aby si vzpomněla na počátky symptomů, tedy kdy se poprvé objevily. Po probuzení chtěl, aby o těchto událostech znovu hovořila. Následně se dostavovala u pacientky úleva. Breuer hovořil o katarzní léčbě (sama pacientka o chimney sweeping – vymetání komína, či talking cure – léčbě mluvením). O tomto případu Breuer vyprávěl svému příteli Sigmundu Freudovi. Ten byl zaujat a pokoušel se Breuerovu metodu zdokonalovat – nejprve rovněž používal hypnózu, posléze sugesci (přikládání ruky na čelo) a nakonec objevil metodu volných asociací. Ve svých přednáškách Freud Breuera často označoval za skutečného objevitele psychoanalýzy (v podstatě však byla objevitelkou Pappenheimová), ovšem sám Breuer to odmítal a nechtěl být s metodou spojován. To souviselo s tím, že Anna O. se do něj zamilovala a fantazírovala o tom, že s Breuerem otěhotněla. To Breuera vyděsilo a léčbu Anny O. ukončil. Freud však tvrdil, že byl na prahu skutečného vyléčení Anny O., neboť u pacientky došlo k tzv. přenosu, neboli ztotožnění psychologa s postavou otce Anny O., vztah k němuž stál na počátku její nemoci. Freud alespoň přiměl Breuera k tomu, aby chorobopis Anny O. zařadil do knihy Studie o hysterii z roku 1895, sám Freud do ní přidal několik svých dalších případů, jejichž léčba měla podobný průběh. Studie o hysterii jsou považovány za první skutečně psychoanalytický spis historie.
Díky své epizodní roli v dějinách psychoanalýzy je Breuer dnes nejznámější. Sám se věnoval ovšem jinému směru bádání, je například spoluobjevitelem tzv. Hering-Breuerova reflexu. Ve stejné době jako Ernst Mach rovněž popsal fungování centra rovnováhy ve středním uchu (samo centrum objevil roku 1870 Friedrich Goltz).

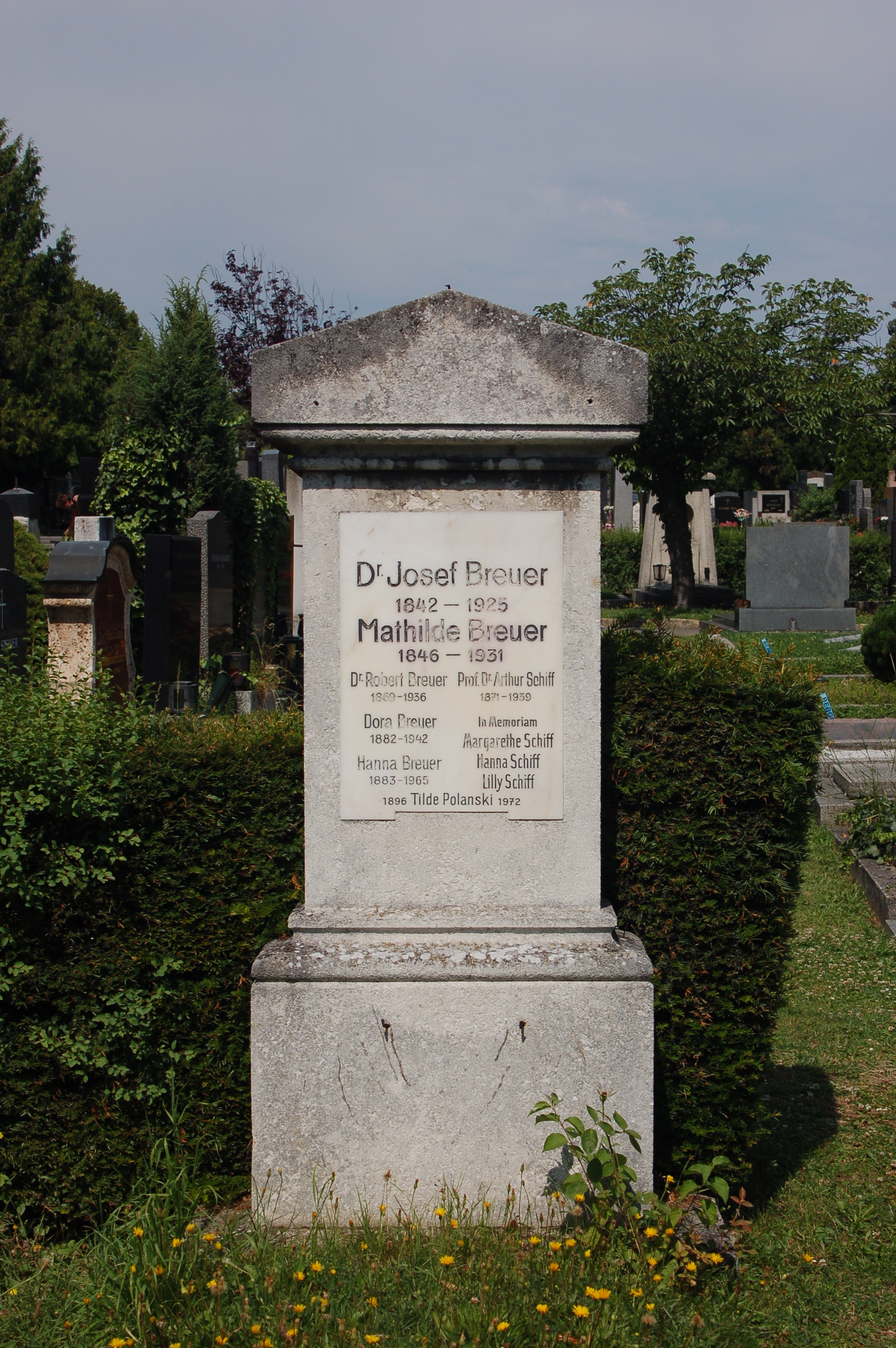
Hrob Josefa Breuera na hřbitově v Döblingu

Breuer se stal i literární postavou, psycholog a spisovatel Irvin Yalom ho učinil hrdinou své knihy Když Nietzsche plakal.